# Ecología metabólica
La ecología metabólica es la rama de la ecología que estudia las limitaciones de la organización metabólica y su importancia en la comprensión de casi todos los procesos vitales. El enfoque principal está en el metabolismo de los individuos, los patrones intra- e interespecíficos emergentes y la perspectiva evolutiva. 
Se han aplicado dos teorías metabólicas principales en ecología: la teoría del balance energético dinámico (DEB) de Kooijman y la teoría de la ecología de West, Brown y Enquist (WBE). Ambas teorías tienen una base metabólica basada en el individuo, pero tienen suposiciones fundamentalmente diferentes.
Los modelos de metabolismo individual siguen la captación y asignación de energía, y pueden centrarse en los mecanismos y limitaciones del transporte de energía (modelos de transporte), o en el uso dinámico de metabolitos almacenados (modelos de presupuesto de energía).